# Тиграи
Тиграите са семитски народ, населяващ главно Етиопия и Еритрея. Те съставляват 48% от населението на Еритрея.